# Ranbaxy Laboratories
Ranbaxy Laboratories est une entreprise indienne crée en 1961 qui fait partie de l'indice boursier BSE Sensex et qui est devenue l’un des principaux fabricants de médicaments génériques. En 2008, Daiichi Sankyo devient majoritaire au sein de la société par une participation de 4,6 milliards de dollars.
En avril 2014, Sun Pharmaceutical acquiert Ranbaxy pour 3,2 milliards de dollars, détenu auparavant par Daiichi Sankyo à 63,9 %, créant la plus grande entreprise pharmaceutique indienne.
En avril 2015, Daiichi Sankyo vend pour 3,6 milliards de dollars, sa participation de 8,9 % dans Sun Pharmaceutical, qu'il détenait à la suite du rachat de Ranbaxy par Sun Pharmaceutical.
Par ses revenus, elle fait partie des dix plus grandes entreprises pharmaceutiques indiennes.

## Histoire
Cette entreprise a été créée par Singh père en 1961.
Elle a acquis en France le groupe RPG Aventis (département « Génériques » d'Aventis) en 2004.
Elle a établi des liens d'affaires avec le groupe japonais Daiichi Sankyo en 2008.
Elle a été condamnée à une amende de 500 millions de dollars (plus de 366 millions d'euros) par la FDA en raison de fraudes diverses, en 2013. Dans cette affaire en mai 2013, Ranbaxy a plaidé coupable devant la justice américaine, en acceptant un règlement financier (amende d'un demi-milliard de dollars). Des irrégularités graves ensuite révélées ou confirmées par diverses inspections américaines ont conduit l'administration américaine à bloquer toute importation des produits de ce groupe (alors que ce pays absorbait jusqu'à 40 % de la production de Ranbaxy). En Inde, l'Organisation chargée du contrôle et de la régulation des médicaments n'avait en 2014 qu'un effectif de 323 personnes (2 % de l'effectif dont dispose la FDA aux États-Unis, et son autorité est limitée aux nouveaux médicaments soulignait le NY Times, ajoutant que « Malgré l'inondation de drogues contrefaites, M. Singh, le principal agent de réglementation de l'Inde, a mis en garde lors de réunions avec la FDA du risque de surréglementation ».